# Christuskirche (Rethwisch)

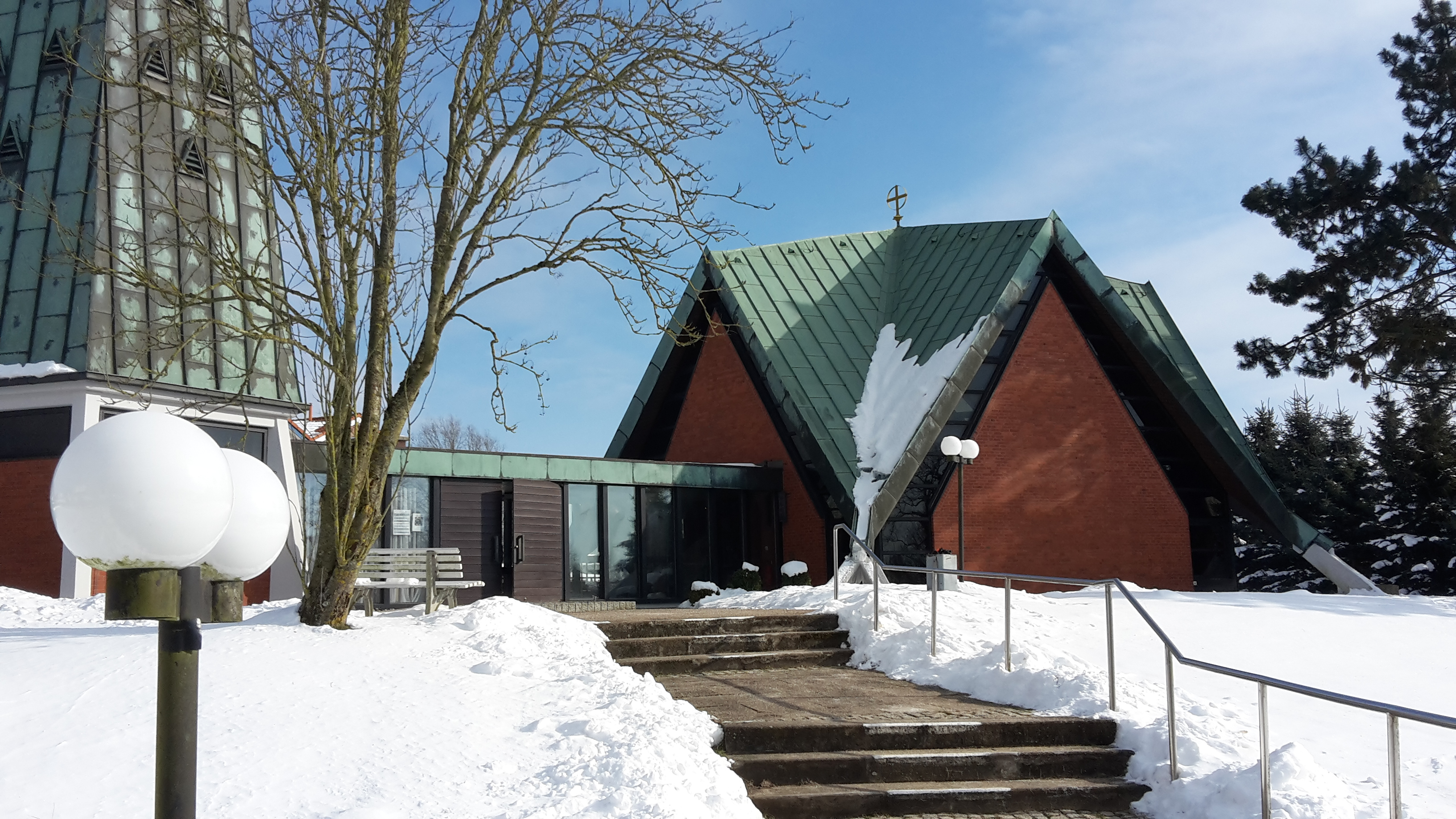
Christuskirche

Die von 1968 bis 1970 erbaute evangelisch-lutherische Christuskirche in der schleswig-holsteinischen Gemeinde Rethwisch ist ein moderner Kirchenbau des  Architekten Hanns Hoffmann (1930–2014) aus Münster. Ihre Zeltform symbolisiert, dass die Gläubigen nur Gast auf Erden sind. Sie war lange Zeit eine der wenigen Autobahnkirchen in Deutschland.

## Geschichte
Seit 1901 gibt es den Pfarrbezirk Rethwisch in der Kirchengemeinde der Peter-Paul-Kirche Bad Oldesloe, nachdem bereits 1893 eine Gemeindeversammlung von den Kirchenoberen in Bad Oldesloe verlangte, einen eigenen Friedhof in Rethwisch anlegen zu dürfen, um damit ein kirchliches Leben in der Gemeinde Rethwisch aufzubauen. Die Gemeinde versammelte sich bis zum Bau der Kirche im noch heute in der Nutzung befindlichen Gemeindehaus mit Kirchsaal, dem heutigen Pastorat. 1909 wurden von den Oldesloer Kirchenältesten und der Gemeinde 4.500 Mark für den kirchlichen Friedhof bereitgestellt, der am 8. Juli 1910 mit Bestattung des ersten Verstorbenen durch Pastor Wulf eingeweiht wurde.
Nach dem Ersten Weltkrieg wurde am 5. Juni 1921 wurde das Gefallenendenkmal eingeweiht. Die Kirchengemeinde hatte ein Grundstück gegenüber dem Friedhof von einem Landwirt geschenkt bekommen und errichtete dort das Denkmal. Heute erinnert es an die Gefallenen und Vermissten beider Weltkriege.
Pläne für einen Kirchenbau in Rethwisch gab es mindestens seit 1924. Die Zeichnungen für eine Dorfkirche in Fachwerkbauweise sind noch vorhanden, der Bau konnte in der Wirtschaftskrise der 1920er-Jahre aber nicht realisiert werden. 1966 konnte die Kirchengemeinde ein Grundstück neben dem Friedhof erwerben. Nach dreijähriger Planung und Bauzeit ab 1967 wurde die 140 Personen fassende Christuskirche im Jahre 1970 durch Probst Schwarz geweiht.

## Ausstattung
Der Altar wurde vom Segeberger Holzbildhauer Otto Flath gefertigt. Der Bildhauer Harry Egler gestaltete den Altartisch, das Taufbecken sowie den Hahn auf der Kirchturmspitze. Die vier Glocken, gestiftet von den Gemeindegliedern, wurde am ersten Sonntag nach Trinitatis eingeweiht.